# Marta Marín-Dòmine
Marta Marín-Dòmine (Barcelona, 1959) és una escriptora catalana i canadenca, realitzadora de documentals i instal·lacions artístiques, traductora i professora de literatura i cultura peninsular espanyola, així com d'estudis de la memòria a la Universitat Wilfrid Laurier a Waterloo (Ontario, Canadà). La seva investigació i creació literària giren al voltant dels exilis i la memòria, les herències i l'oblit.
Ha estat directora del grup de recerca anomenat Centre for Memory and Testimony Studies de la mateixa universitat, actiu des del 2014 i clausurat el setembre de 2021. Des de setembre de 2021 i fins a l'octubre de 2023 va dirigir el Born Centre de Cultura i Memòria de Barcelona.
Va treballar en el Diccionario de la Memoria Colectiva (2019, Gedisa) com a part de les activitats de recerca d'un equip internacional d'investigadors adherits al Departament d'Història Contemporània de la Universitat de Barcelona. Abans del seu nomenament com a directora del Born Centre de Cultura i Memòria, ja estava vinculada a l'Ajuntament de Barcelona com a membre de l'Institut dels Passats Presents del Comissionat de Programes de la Memòria de l'Ajuntament.
Ha dirigit dues pel·lícules documentals en relació amb la recuperació de la memòria, The Vengeance of the Apple. Argentineans in Toronto (2010), i Mémoire Juive du Quartier Marolles-Midi, 1930-1942 (2012).
Amb Robert Finley ha traduït a l'anglès la novel·la de Joaquim Amat-Piniella K.L. Reich (WLP, 2015), inspirada en l'empresonament de l'autor en el camp d'extermini de Mauthausen.
Marín-Dòmine és també autora de l'assaig Traduir el desig. Psicoanàlisi i llenguatge. Es tracta d'una aproximació a la traducció des de les eines de la psicoanàlisi lacaniana, que permet entendre l'activitat de la traducció com una modalitat de relació amb l'Altre. Altres publicacions inclouen The Camp. Narratives of Internment and Exclusion. Cambridge: Cambridge Scholars Publishing, 2007.
De l'anglès al català, destaquen les traduccions: Sense embuts (1997) i A la llum de la lluna (1998) d'Andrew Matthews, La dama bruna de Bielorússia (1998) de Jerome Charyn, Rikki-Tiki-Tavi (1998) de Rudyard Kipling, Contes dels Mars del Sud (1999) de Jack London, L'esquelet i altres narracions (2002) de Rabindranath Tagore. També ha traduït títols de l'anglès a l'espanyol i ha col·laborat en traduccions i adaptacions teatrals, com ara Només nosaltres, els guardians del misteri, serem infeliços o Cendra a les cendres.
El 2016 va fer una estada a la residència Faber d'Olot.
El 27 de gener de 2017 es va inaugurar a la capella de Santa Àgata de Barcelona la seva instal·lació Jes vous offre les oiseaux / Us ofereixo els ocells, que pren com a font d'inspiració la literatura dels testimonis de supervivents dels camps nazis. Amb banda sonora (els ocells) de José Manuel Berenguer.
El 23 de gener de 2019 publica Fugir era el més bell que teníem (Club Editor, 2019), que va obtenir la Menció especial del Gremi de Llibreters de Catalunya, el Premi Ciutat de Barcelona d'assaig 2019, i el premi Joaquim Amat-Piniella 2020. El 2020 el mateix llibre va ser guardonat amb el Premi Crítica Serra d'Or, que no es va poder lliurar públicament per raó del confinament a causa de la pandèmia de covid-19.
El 2023 va guanyar el 43è Premi BBVA Sant Joan de literatura catalana amb la novel·la Diré que m’ho he inventat que va publicar Edicions 62 i es va presentar a la Setmana del Llibre en Català.